# Município de Marion (condado de Hardin, Ohio)
O município de Marion (em inglês: Marion Township) é um município localizado no condado de Hardin no estado estadounidense de Ohio. No ano de 2010 tinha uma população de 2.440 habitantes e uma densidade populacional de 28,36 pessoas por km².

## Geografia
O município de Marion encontra-se localizado nas coordenadas 40° 41′ 48″ N, 83° 49′ 24″ O. Segundo a Departamento do Censo dos Estados Unidos, o município tem uma superfície total de 86.04 km², da qual 86 km² correspondem a terra firme e (0,04 %) 0,04 km² é água.

## Demografia
Segundo o censo de 2010, tinha 2.440 habitantes residindo no município de Marion. A densidade populacional era de 28,36 hab./km². Dos 2.440 habitantes, o município de Marion estava composto pelo 97,38 % brancos, o 0,41 % eram afroamericanos, o 0,29 % eram amerindios, o 0,12 % eram asiáticos, o 0,12 % eram de outras raças e o 1,68 % eram de uma mistura de raças. Do total da população o 0,66 % eram hispanos ou latinos de qualquer raça.